# HAT-P-8b
HAT-P-8b  es un planeta extrasolar situado a unos 750 años luz de distancia en la constelación de Pegaso, orbita la estrella de magnitud 10 GSC 02757-01152. Este planeta fue descubierto por el método del tránsito el 5 de diciembre de 2008. A pesar de la designación como HAT-P-8b el planeta es el 11.°(décimo primero) descubierto por el Proyecto HATNet. La masa del planeta es más de la mitad de Júpiter, mientras que el radio es también más de la mitad que Júpiter. La masa de este planeta es exacta ya que la inclinación de la órbita se conoce, típico de los planetas en tránsito. Se trata de un llamado "Júpiter caliente", porque este planeta gigante de gas parecido a Júpiter orbita en una órbita muy cercana incendiaria alrededor de su estrella, haciendo de este planeta extremadamente caliente (en el orden de los mil kelvins). La distancia de la estrella es aproximadamente 20 veces más pequeña que la Tierra desde el Sol, lo que coloca al planeta más o menos ocho veces más cerca de su estrella que Mercurio del sol. El "año" en este planeta sólo dura 3 días, 1 hora, 49 minutos y 54 segundos, en comparación con los 365 días de la Tierra, 6 horas, 9 minutos y 10 segundos en un año sideral.